# Étrépilly (Aisne)
Étrépilly é uma comuna francesa na região administrativa de Altos da França, no departamento de Aisne. Estende-se por uma área de 5,13 km². Em 2010 a comuna tinha 122 habitantes (densidade: 23,8 hab./km²).